# Final Blow
Final Blow (ファイナルブロー?, Fainaru Burō) è un videogioco arcade del 1989 sviluppato da Taito. Convertito per Amiga, Atari ST, Commodore 64 e FM Towns, del titolo è stata realizzata una versione per Sega Mega Drive dal titolo James "Buster" Douglas Knockout Boxing, da non confondere con l'omonimo videogioco della serie Heavyweight Champ.
È incluso esclusivamente nella raccolta per PlayStation 2 Taito Memories II Gekan, uscita nel 2007 solo in Giappone.

## Modalità di gioco
All'inizio della partita, il giocatore deve selezionale uno dei cinque pugili disponibili come personaggi giocabili. Successivamente, dovrà affrontare una serie di match contro altri pugili rivali. Prima di ogni match, viene presentata una breve introduzione dei due avversari, seguita dall'inizio dello scontro sul classico ring da boxe.
Durante gli scontri a scorrimento laterale, il giocatore controlla il proprio pugile muovendosi a destra e sinistra. L'obiettivo è colpire l'avversario per svuotare completamente la sua barra della salute e parare i suoi colpi. Con il tempismo giusto, il giocatore può lanciare un colpo finale in grado talvolta di mettere KO l'avversario con un solo colpo. L'arbitro presente sul ring monitora l'incontro, decretando il vincitore, contando i secondi in cui un pugile rimane a terra o intervenendo in caso di Break, quando uno dei pugili subisce danni eccessivi consecutivi. Il match si conclude quando uno dei personaggi mette KO l'avversario o quando scadono i 3 minuti di tempo. Dopo ogni vittoria, una breve cutscene mostra il personaggio del giocatore festeggiare sul ring.
Le versioni casalinghe includono una modalità spettatore che consente al giocatore di assistere ai match tra i suoi pugili preferiti, controllati dall'intelligenza artificiale. La versione per Sega Mega Drive presenta due nuovi personaggi: James Buster Douglas, che utilizza un modello leggermente modificato e una tavolozza dei colori diversa rispetto a Detroit Kid, e Ironhead.

### Pugili selezionabili
- Dynamite Joe - soprannominato "The Miracle Fighter", età: 27, altezza: 5' 12", peso: 195 ½.
- Fernando Gomez - soprannominato "The South American Eagle", età: 33, altezza: 5' 14", peso: 193.
- Kim Nang - soprannominato "The Korean Comet", età: 23, altezza: 5' 08", peso: 190.
- King Jason - soprannominato "The Black King", età: 28, altezza: 5' 11 ½", peso: 200 ½.
- Detroit Kid - soprannominato "The Invincible Black Panther'", età: 25, altezza: 5' 09 ½", peso: 190.

## Accoglienza
In Giappone, la rivista Game Machine ha elencato Final Blow nel numero del 1º giugno 1989 come la terza unità arcade di maggior successo del mese.
Mega ha inserito il gioco al nono posto nella sua lista dei dieci peggiori giochi per Mega Drive di tutti i tempi.